# Электроника МК-59
Электроника МК-59 — 16-разрядный микрокалькулятор предназначен для выполнения широкого круга планово-экономических, учётно-статистических и бухгалтерских расчётов, изготавливаемый для народного хозяйства и экспорта. Выпускался на заводе «Позитрон» г. Ивано-Франковска. От большинства других калькуляторов, производившихся в СССР в те годы отличался большой разрядностью дисплея и клавиатурой на герконах. В 1993-1994 годах выпускался под названием "Родон МК-04". В 1990-е также была выпущена версия "МК-59М", где применена клавиатура с использованием резиновой мембраны и незначительно изменена схема (добавлена микросхема задержки К172БП1). 

## Технические характеристики
- Число разрядов: 16;
- Время выполнения операций, с., арифметических: не более 0,35;
- Число регистров памяти: 1;
- Питание: от сети переменного тока 220±10 %В частотой 50±1Гц;
- Потребляемая мощность, не более, Вт: 8;
- Объем, м³: не более 0,003;
- Масса, кг.: не более 1,5.[источник не указан 2716 дней]

## Комплект поставки
- Микрокалькулятор «Электроника МК-59»;
- Комплект упаковки;
- Паспорт.[источник не указан 2716 дней]

## Фотографии
|  |  |

Данный экземпляр датирован июлем 1990 года. Фотографии сделаны спустя 18 лет, калькулятор работоспособен.